# Trattato di Tordesillas (Monaco)
Il Trattato di Tordesillas fu un accordo firmato a Burgos nel 1524 tra Onorato I di Monaco (sotto la guida del suo predecessore, Luciano I ) e i rappresentanti di Carlo V. Il trattato pose il Principato di Monaco sotto la protezione della Spagna, e più tardi del Sacro Romano Impero, entrambi sotto il governo di Carlo V.

## Effetti del Trattato
Di conseguenza, Monaco divenne sottomesso alla Spagna (o protettorato spagnolo ) e il suo signore divenne vassallo del re spagnolo. Luciano I chiese che questa disposizione, che imponeva al signore di Monaco di rendere omaggio al re di Spagna, fosse cancellata dal documento, che in effetti non fu incluso nel testo della proclamazione finale del trattato nel Novembre 1524
Il protettorato spagnolo di Monaco durò fino al 14 settembre 1641, durante il regno di Filippo IV, quando Onorato II di Monaco espulse la guarnigione spagnola dai suoi domini e firmò un accordo di protezione con la Francia.